# José Manuel Ochotorena
José Manuel Ochotorena Santacruz (San Sebastián, 16 de janeiro de 1961) é um ex-futebolista espanhol, que atuava como goleiro.
De origem basca, seu nome no idioma local é grafado como Otxotorena.

## Carreira
Ochotorena fez parte do elenco da Seleção Espanhola de Futebol na Copa de 1990, como terceiro goleiro.
Em clubes, obteve maior destaque no Valencia, onde atuou entre 1988 e 1992, com 105 partidas disputadas, tendo conquistado o Troféu Zamora em 1989, além de ter conquistado 6 títulos pelo Real Madrid (3 Campeonatos Espanhóis, 1 Copa da Liga e 2 Copas da UEFA), mesmo não tendo jogado com frequência.
Na reta final de sua carreira, jogou no Tenerife, no Logroñés e no Racing Santander, antes de pendurar as chuteiras em 1998.